# Frei Miguelinho
Frei Miguelinho este un oraș în Pernambuco (PE), Brazilia.